# ジョアン・ソアレス・ダ・モタ・ネト
モタ (Mota) こと、ジョアン・ソアレス・ダ・モタ・ネト（João Soares da Mota Neto、1980年11月21日 - ）は、ブラジル出身の元サッカー選手。
Kリーグ時代の登録名はモタ（ハングル: 모따）。

## 経歴
ブラジルのクラブ・セアラーSCでプロデビューし、1999年にはスペインのクラブチーム移籍した。その後、ブラジルに戻ったモタは、セアラーSC・クルゼイロECで計26ゴールをあげ活躍した。2004年、韓国の全南ドラゴンズに移籍すると、その年に14ゴールをあげKリーグ得点王に輝いた。翌年にはポルトガルのスポルティングCPにレンタル移籍するが活躍できず、韓国の城南一和天馬に完全移籍した。2006年、水原三星ブルーウィングスとのチャンピオン決定戦で2得点を上げ、チームの優勝に貢献した。2009年6月15日、5月23日の全南ドラゴンズ戦での右側足首負傷が最小5ヶ月以上リハビリが必要だという診断を受けた。これによって今年のシーズン終了までの契約を早期終了することに相互合意した。
その後、ブラジルのセアラーSCに復帰。2010年1月に浦項スティーラースに移籍した。

## 所属クラブ
- セアラーSC 1997-1998
- RCDマヨルカB 1999-2001
- セアラーSC 2002-2003
- クルゼイロEC 2003-2004
- 全南ドラゴンズ 2004
- スポルティング・クルーベ・デ・ポルトゥガル 2005
- 城南一和天馬 2005-2009
- セアラーSC 2009
- 浦項スティーラース 2010-2011
- セアラーSC 2012-2013
- レッドブル・ブラガンチーノ 2014
- FCアトレチコ・セアレンセ 2016
- フェロヴィアリオAC 2017-2018

## 個人タイトル
- Kリーグ得点王：1回 (2004)
- Kリーグベストイレブン：1回 (2004)
- アジアチャンピオンズリーグ得点王：1回 (2007)